# Герб Бориспільського району
Вели́кий герб Бори́спільського райо́ну — офіційний символ однойменного району Київської області, затверджений рішенням Бориспільської районної ради.

## Опис
Герб являє собою гербовий щит, який розтятий на червоне і синє поля срібною нитяною хвилястою палею. У червоному полі — золота постать святого князя Бориса, який тримає правою рукою спис, а лівою — хрест. У синьому полі золота емблема у вигляді земної кулі, з якої виростають два крила. Герб увінчаний срібною квіткою калини і обрамлений вінком із пшеничного колосся, гілок дуба та сосни, перев'язаний знизу жовто-синьою стрічкою.

## Тлумачення символіки герба
- Вінок із зеленого листя та хвої характеризують рослинність району;
- дубові листя означають силу і потужність;
- вічнозелена хвоя є традиційним деревом Борисполя — символізує нев'янучу славу району;
- квіти калини — символ українського духу, чистоти, духовності України;
- золоті колоски пшениці — символізує багатство та згуртованість людей — як колосків у снопі;
- жовто-синя стрічка вплетена в дубове листя — символізує єдність українського народу.